# Pieter Rysbraeck

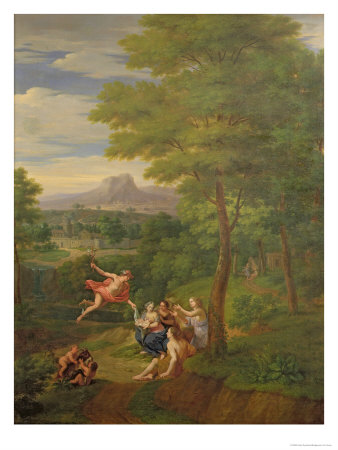
Klassiek landschap met Mercurius die getuige is van de geboorte van Bacchus (Pieter Rysbraeck, 1670 - 1729)

Pieter Rysbraeck (Antwerpen, gedoopt op 25 april 1655 – Brussel, 1729) was een Zuid-Nederlandse beeldsnijder, wandtapijtontwerper, schilder en tekenaar
Rysbraeck, ook geschreven als Ysbrack of Reysbraeck, was de zoon van de kunsthandelaar Andries Rijsbraeck en Adriana Likens. Zijn opleiding begon in 1672 toen hij leerling werd van schilder Philips Augustijn Immenraet. Tussen 1673 en 1674 werd hij wijnmeester
Na een verblijf in Engeland (1674–1678), waar hij door anti-katholieke sentimenten ten tijde van de Paapse samenzwering moest vertrekken, verhuisde hij naar Parijs. Daar werd hij in 1683 officieel erkend als maître-peintre et sculpteur bij de Académie de Saint-Luc. Hij huwde in Parijs Genoveva Compagnon, weduwe van de Antwerpse beeldhouwer Philip van Buyster. In deze periode werd hij ook beboet voor illegale kunsthandel. 
In 1690 keerde Rysbraeck terug naar Antwerpen, waar hij actief was tot 1720. Hij werd een gerespecteerde kunstenaar en leraar. In 1713 werd hij benoemd tot het hoofd van de heropgerichte Academie in Antwerpen. Vanaf 1720 woonde hij in Brussel, waar hij in 1729 overleed. 
Zijn oeuvre omvat landschappen, historiestukken en religieuze voorstellingen, vaak in olieverf. Rysbraeck was een centraal figuur in de opleiding van meerdere kunstenaars in de Zuidelijke Nederlanden, zoals Frans Breydel, Karel Breydel, Gerard Rysbrack en Pieter Andreas Rysbrack.
- Biografisch Portaal: 18467556
- Gemeinsame Normdatei: 138083789
- RKD-Nederlands Instituut voor Kunstgeschiedenis: 67021
- Union List of Artist Names: 500015822
- Virtual International Authority File: 306063455